# Transistor-transistorlogica

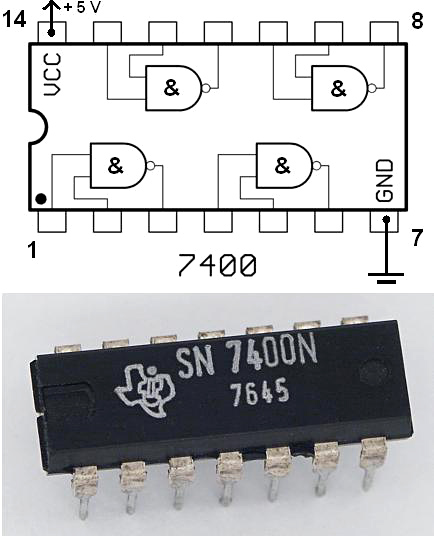
Een veelgebruikt TTL-IC

Transistor-transistorlogica of TTL is een standaard voor digitale logica.
TTL werkt met geïntegreerde schakelingen waarvan het typenummer meestal begint met 74. Er bestaan ook TTL-chips in een militaire kwaliteit. Deze hebben zwaardere specificaties (waaronder een groter bedrijfstemperatuurgebied) en zijn herkenbaar met het typenummer beginnende met 54.
TTL-chips gebruiken een voedingsspanning van 5 V. Ze hebben verder een aantal digitale in- en uitgangen waardoor ze met elkaar gekoppeld kunnen worden. Een uitgang kan een hoog (logische 1) of laag (logische 0) spanningsniveau aannemen. Laag is maximaal 0,4 V. Hoog is minstens 2,4 V. Een ingang herkent een logische 1 bij een spanning van minstens 2,0 V en een logische 0 bij een spanning van hoogstens 0,8 V. De stroom die een uitgang kan leveren is meestal voldoende om tien ingangen te voeden. Dit heet de fan-out. TTL-chips zijn robuust. Ze sneuvelen niet gauw bij verkeerd gebruik, zoals het omkeren van de voedingspolariteit of het kortsluiten van uitgangen. Oudere minicomputers waren vaak voor een groot deel uit TTL-chips opgebouwd. In oudere personal computers gebruikte men TTL voor glue-logic die de Large Scale Integration verbond met de periferie.

## TTL Varianten

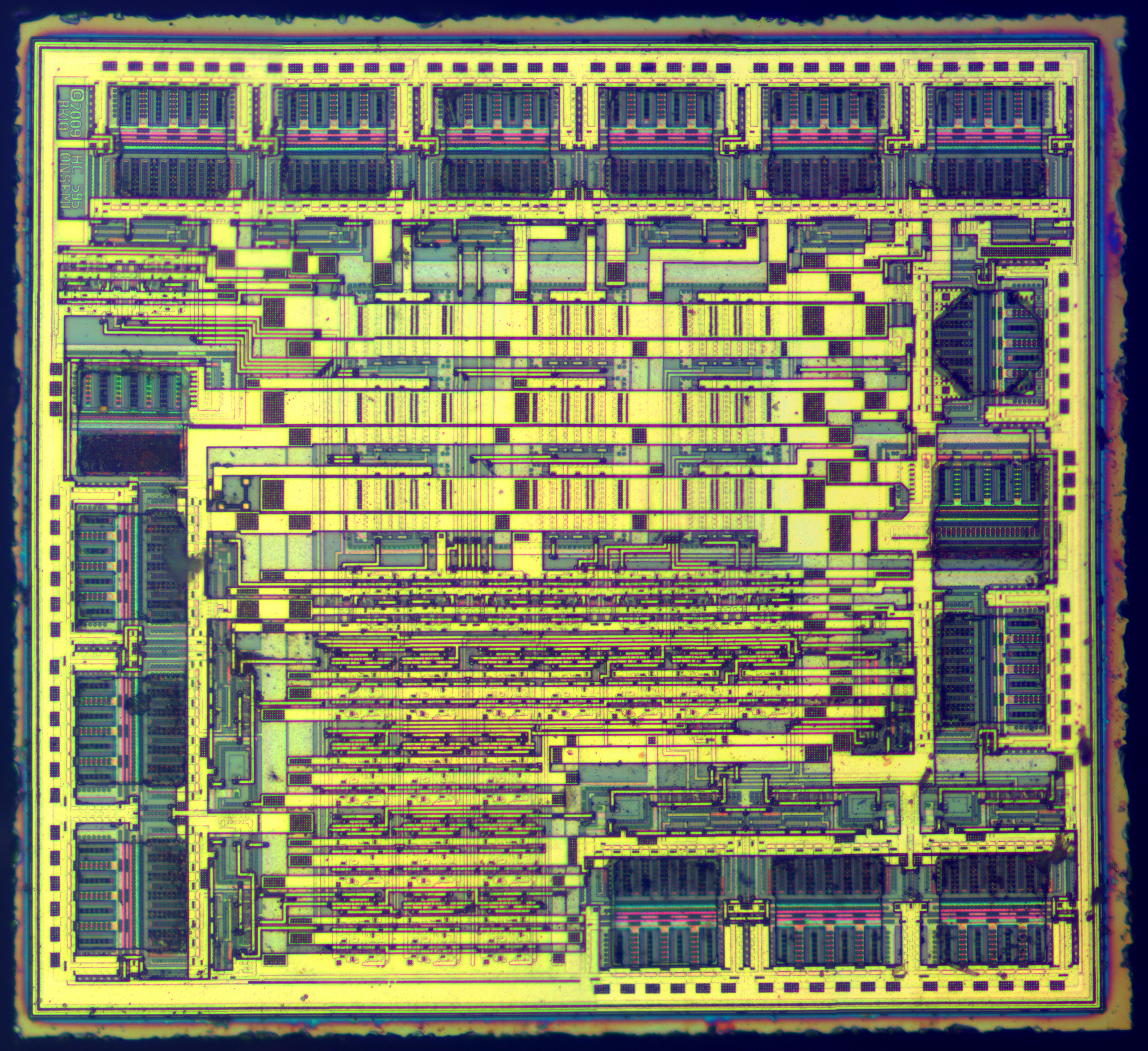
De lay-out van een 74HC595 8-bit TTL schuifregister

Tegenwoordig bestaan er veel varianten met compatibele aansluitingen en functies die gebaseerd zijn op de uit bipolaire transistoren bestaande standaardtypes. De varianten worden gekenmerkt door toevoeging van hoofdletters nn zoals in 74n(n)xx(x). De voedingsspanningen en signaalniveaus zijn echter niet noodzakelijk compatibel. Nieuwe reeksen gebruiken CMOS technologie of een combinatie van bipolaire en CMOS ( BiCMOS). De originele bipolaire schakelingen bezitten een hogere schakelsnelheid maar consumeren meer vermogen dan hun overeenkomstige CMOS partners uit de 4000-serie. Bipolaire componenten hebben alle een vaste voedingsspanning, typisch 5 V, terwijl de CMOS dikwijls een breder voedingsspanningbereik bezitten. TTL-componenten met militaire specificaties kunnen gebruikt worden onder extreme temperatuurvariaties en zijn beschikbaar en bekend als de 5400 reeks. Texas Instruments heeft ook stralingsongevoelige TTL-bouwstenen gemaakt met de prefix RSN.
De compatibele varianten van bijvoorbeeld de 7400-NAND-poorten uit de 74-reeks zijn:
| Code | Reeks   | Type                        | Gebruiksdoel |
| ---- | ------- | --------------------------- | --- |
| L    | 74LXX   | Laag-vermogen TTL           | gering energieverbruik bij kleine schakelsnelheden |
| H    | 74HXX   | Hoge-snelheid TTL           | veel hogere schakelsnelheid bij hoger energieverbruik zoals de standaard TTL 74HC00 met Uv=2-6 V en fmax=25 MHz en ook de ten opzichte van de 74LSxx compatibele 74HCT00 met Uv=4.,5-5,5V |
| S    | 74SXX   | Schottky TTL                | Schottkytransistoren met hoge schakelsnelheid bij hoger energieverbruik |
| LS   | 74LSXX  | low power Schottky          | hoge schakelsnelheid bij laag energieverbruik |
| F    | 74FXX   | Fast-Schottky               | |
| AS   | 74ASXX  | Advanced Schottky           | |
| ALS  | 74ALSXX | Advanced Low-power Schottky | geavanceerde Schottky met laag verbruik; de snelste van de varianten |

## Soorten uitgangen
Er zijn drie soorten uitgangen. In de afbeeldingen hieronder is dat aanschouwelijk gemaakt met mechanische schakelaars, maar in werkelijkheid werken ze met transistoren.
|            |  |                                                       |  |           |
| Totem-pole |  | Open collector, de weerstand wordt extern aangebracht |  | Tri-state |

### Totem-pole

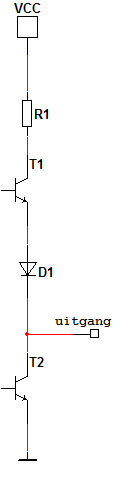
Voorbeeld van een totem-poleuitgang

Een totem-poleuitgang is een standaard bipolaire uitgangsvorm. Deze uitgangsvorm heeft als voordeel dat er zeer snel naar een hoog of laag niveau kan geschakeld worden indien nodig. De actieve eindtrap bestaat uit twee in serie geschakelde transistoren, T1 en T2 met tussen de emitter van T1 en de collector van T2 een diode D1.
Een nadeel van de totem-poleuitgang is dat er in een korte tijdspanne een moment is dat beide transistoren geleiden bij de overgang van de ene naar de andere toestand. Dan is er als het ware een tijdelijke kortsluiting. Om deze stroom te beperken wordt weerstand R1 in de eindtrap opgenomen.

### Open collector
Een open collector uitgang is een totem poleuitgang waarbij transistor T1, in de afbeelding van de totem poleuitgang, naar de positieve voedingsspanning wordt weggelaten. Zo een open collector-uitgang kent twee toestanden namelijk óf laag, óf zwevend. De lage toestand wordt ook weleens load toestand genoemd en treedt op wanneer transistor T2 in geleiding is. De zwevende toestand ook wel hoogimpedante toestand genoemd treedt op als transistor T2 gesperd is. In een schema met logische poorten kan men een open collector-uitgang herkennen aan een ruit op de uitgang.
Een voordeel van de open collector uitgang is dat men een aantal van deze uitgangen parallel kan schakelen. Er is dan een pull-up-weerstand nodig om de uitgangen met het hoge niveau (de voedingsspanning) te verbinden. Is een van de uitgangen laag, dan is het geheel laag. Is geen van de uitgangen laag, dan wordt de uitgang door de pull-up-weerstand hoog gemaakt.
Een open collector werkt wat trager dan een totem pole, maar het is een eenvoudige manier om een AND-poort te implementeren, en hij is ook zeer geschikt voor gebruik in een bus. Open collector wordt vaak gebruikt voor interruptlijnen. Nadeel is het relatief hogere energieverbruik dan de andere uitgangsschakelingen.

### Tri-state
Een tri-stateuitgang kan zich in drie toestanden bevinden: hoog, laag of zwevend. De laatste wordt wel de tri-state-toestand genoemd. Ook deze uitgangen mogen parallel geschakeld worden, maar dan moet ervoor gezorgd worden dat alle parallel geschakelde uitgangen zwevend zijn, op een na, zodat er geen busconflict ontstaat. Dit geschiedt meestal met een besturingsingang die vaak de naam CS (chip select) draagt.
Tri-state wordt veel gebruikt voor geheugenchips. Een aantal chips wordt parallel met de bus verbonden. Door het CS-signaal wordt ervoor gezorgd dat slechts een van de chips actief is. Het CS-signaal ontstaat meestal door de adresbus te decoderen.
Het is ook mogelijk dat een tri-stateuitgang tevens ingang is. 